# Parafia św. Karola Boromeusza w Opolu
Parafia Świętego Karola Boromeusza – rzymskokatolicka parafia położona przy ulicy Chabrów 74 w Opolu. Parafia należy do dekanatu Opole w diecezji opolskiej. 

## Historia parafii
Parafia została erygowana z dwóch parafii – Najświętszego Serca Pana Jezusa oraz Matki Bożej Bolesnej i św. Wojciecha – 1 sierpnia 2000 roku. Kościół parafialny został konsekrowany 7 maja 2016.
Proboszczem parafii jest ks. Zbigniew Bienkiewicz.

## Liczebność i zasięg parafii
Parafię zamieszkuje 7760 mieszkańców, swym zasięgiem duszpasterskim obejmuje ona ulice:
- Astrów,
- Beskidzką,
- Bzów,
- Chabrów,
- Huculską,
- Irysów,
- Jaśminów,
- Karpacką,
- Konwalii,
- Janusza Kusocińskiego,
- Luboszycką (numery nieparzyste od 11 do 17 i numery parzyste od 10 do 38),
- Maków,
- Narcyzów,
- Niezapminajek,
- Oleską (numery nieparzyste od 57 do 131),
- pl. Oleandrów,
- Podhalańską,
- pl. Róż,
- Tatrzańską,
- Tulipanów,
- Zakopiańską.

### Szkoły i przedszkola
- Publiczna Szkoła Podstawowa nr 11 w Opolu,
- Prywatna Szkoła Podstawowa w Opolu,
- Publiczne Przedszkole nr 23 i nr 28 w Opolu[3].

## Duszpasterze

### Proboszczowie
- ks. Benedykt Barski (2000–2006),
- ks. Zbigniew Bienkiewicz (2006–nadal).

### Wikariusze
- ks. Waldemar Przyklenk (2000–2003),
- ks. Fryderyk Styla (2002–2005),
- ks. Andrzej Szymon (2003–2005),
- ks. Adrian Jańczyk (2005–2008),
- ks. Erwin Kuzaj (2006–2010),
- ks. Reneusz Krawczyk (2008–2012),
- ks. Jarosław Dąbrowski (2012–2015),
- ks. Sebastian Krzyżanowski (2010-2014), od 2010 do 2022  roku był kierownikiem Archiwum Diecezjalnego i do 2014 rezydentem w parafii)[4].
- ks. Piotr Jędras (2015)
- ks. Mateusz Podkówka (2015-2018)
- ks. Bartosz Radecki (2018-2019)
- ks. Daniel Nowak (2020-2022)
- ks. Mateusz Kozielski (2022- nadal)